# Stazione di Berlino-Buckow
La stazione di Berlino-Buckow (in tedesco Berlin-Buckow) era una fermata ferroviaria posta sulla linea Neukölln-Mittenwalde; serviva il centro abitato di Buckow, dal 1920 divenuto un quartiere di Berlino.